# Tsuga sieboldii
Tsuga sieboldii là một loài thực vật hạt trần trong họ Thông. Loài này được Carrière miêu tả khoa học đầu tiên năm 1855.